# العلاقات التوغوية الفرنسية
العلاقات التوغولية الفرنسية هي العلاقات الثنائية التي تجمع بين توغو وفرنسا.

## مقارنة بين البلدين
هذه مقارنة عامة ومرجعية للدولتين:
| وجه المقارنة                                              | توغو            | فرنسا                                                    |
| --------------------------------------------------------- | --------------- | -------------------------------------------------------- |
| المساحة (كم2)                                             | 56.78 ألف       | 643.80 ألف                                               |
| عدد السكان (نسمة)                                         | 7.80 مليون      | 67.12 مليون                                              |
| الكثافة السكانية (ن./كم²)                                 | 137.37          | 104.26                                                   |
| العاصمة                                                   | لومي            | باريس                                                    |
| اللغة الرسمية                                             | لغة فرنسية      | لغة فرنسية                                               |
| العملة                                                    | فرنك غرب أفريقي | يورو، فرنك س ف ب، فرنك فرنسي، Livre tournois ‏            |
| الناتج المحلي الإجمالي (بليون دولار)                      | 4.81 مليار      | 2.58 تريليون                                             |
| الناتج المحلي الإجمالي (تعادل القوة الشرائية) بليون دولار | 10.67 مليار     | 2.87 تريليون                                             |
| الناتج المحلي الإجمالي الاسمي للفرد دولار أمريكي          | 559             | 36.20 ألف                                                |
| الناتج المحلي الإجمالي للفرد دولار أمريكي                 | 1.43 ألف        | 39.33 ألف                                                |
| مؤشر التنمية البشرية                                      | 0.484           | 0.888                                                    |
| رمز المكالمات الدولي                                      | +228            | +33                                                      |
| رمز الإنترنت                                              | .tg             | .fr، .bzh ‏، .tf، .re، .wf، .yt، .pm، .paris              |
| المنطقة الزمنية                                           | 00              | أوروبا/باريس ‏، توقيت وسط أوروبا، توقيت وسط أوروبا الصيفي |

## مدن متوأمة
في ما يلي قائمة باتفاقيات التوأمة بين مدن توغولية وفرنسية:
- ترتبط دابونغ مع إيسي ليه مولينو باتفاقية توأمة منذ 1989.
- ترتبط كباليمي مع بريسوير باتفاقية توأمة.
- ترتبط تسيفيي مع Parthenay [الإنجليزية]‏ باتفاقية توأمة.
- ترتبط اتكابامي مع نيور باتفاقية توأمة.

## منظمات دولية مشتركة
يشترك البلدان في عضوية مجموعة من المنظمات الدولية، منها:
| علم المنظمة | اسم المنظمة                               | تاريخ انضمام توغو | تاريخ انضمام فرنسا |
| ----------- | ----------------------------------------- | ----------------- | ------------------ |
|             | وكالة ضمان الاستثمار متعدد الأطراف        | 15 أبريل 1988     | 28 ديسمبر 1989     |
|             | البنك الإفريقي للتنمية                    | ?                 | ?                  |
|             | منظمة الشرطة الجنائية الدولية             | ?                 | ?                  |
|             | منظمة حظر الأسلحة الكيميائية              | ?                 | ?                  |
|             | منظمة التجارة العالمية                    | ?                 | 1995               |
|             | البنك الدولي للإنشاء والتعمير             | 1 أغسطس 1962      | 27 ديسمبر 1945     |
|             | الأمم المتحدة                             | 20 سبتمبر 1960    | 24 أكتوبر 1945     |
|             | مؤسسة التمويل الدولية                     | 4 سبتمبر 1962     | 20 يوليو 1956      |
|             | يونسكو                                    | 17 نوفمبر 1960    | 4 نوفمبر 1946      |
|             | مؤسسة التنمية الدولية                     | 21 أغسطس 1962     | 30 ديسمبر 1960     |
|             | الاتحاد البريدي العالمي                   | ?                 | ?                  |
|             | المركز الدولي لتسوية المنازعات الاستشارية | 10 سبتمبر 1967    | 20 سبتمبر 1967     |
|             | الاتحاد الدولي للاتصالات                  | 14 سبتمبر 1961    | 1866               |

## أعلام
هذه قائمة لبعض الشخصيات التي تربطها علاقات بالبلدين:
- أليكسيس روماو (لاعب كرة قدم توغولي، 18 يناير 1984[21] – )
- أولوج أهوديكبي (لاعب كرة قدم، 1 مايو 1983[22] – )
- توماس دوسيفي (لاعب كرة قدم توغولي، 6 مارس 1979 – )
- جوردان أمافي (لاعب كرة قدم تونسي، 9 مارس 1994[23] – )
- روبرت مالم (لاعب كرة قدم توغولي، 21 أغسطس 1973 – )
- ستيلا أكاكبو (رياضية فرنسية، 28 فبراير 1994 – )
- سيدريك منساه (لاعب كرة قدم، 6 مارس 1989[24] – )
- سيرج أكاكبو (لاعب كرة قدم توغولي، 15 أكتوبر 1987[25] – )
- عبد الرزاق بوكاري (لاعب كرة قدم توغولي، 25 أبريل 1987 – )
- غيليس سونا (لاعب كرة قدم فرنسي، 30 مارس 1991[26] – )
- فلويد أييتي (لاعب كرة قدم، 15 ديسمبر 1988[27] – )
- كورينتين توليسو (لاعب كرة قدم فرنسي، 3 أغسطس 1994[28] – )
- لودوفيك أسيمواسا (لاعب كرة قدم توغولي، 18 سبتمبر 1980 – )
- لوك أبالو (لاعب كرة يد فرنسي، 6 سبتمبر 1984 – )
- ماثيو دوسيفي (لاعب كرة قدم فرنسي، 12 فبراير 1988[29] – )

## وصلات خارجية
- موقع وزارة الخارجية الفرنسية